# Nefelómetro

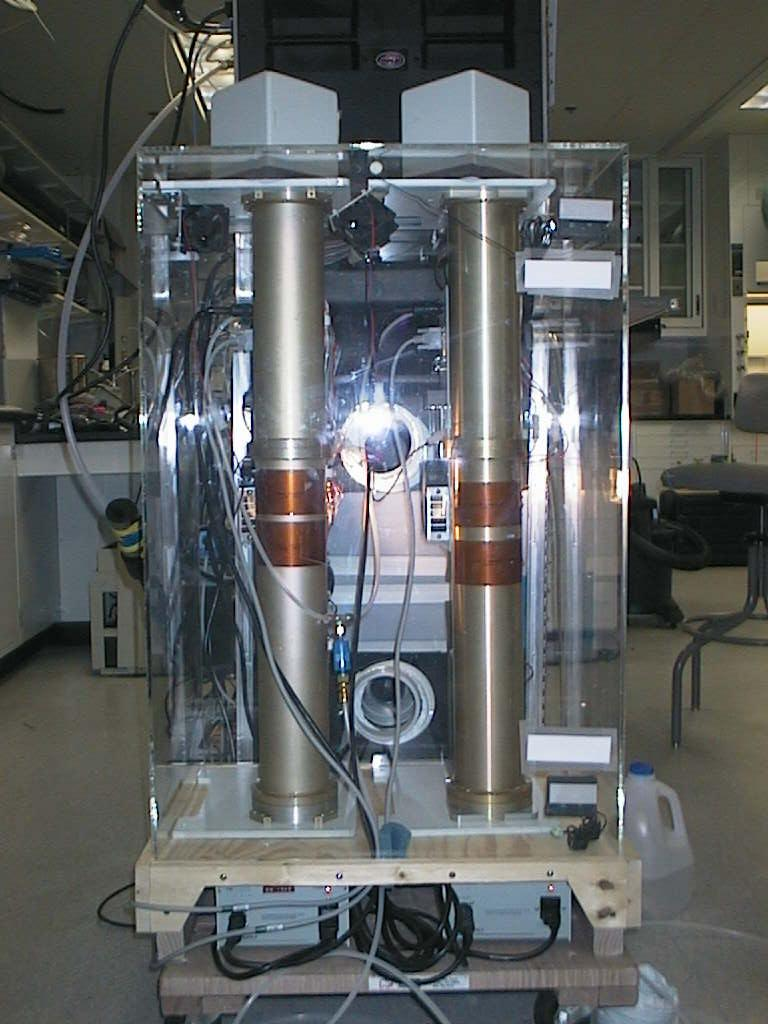
Nefelómetro em Kosan, Cheju, Coreia do Sul.

Um nefelómetro (do grego νεφέλη, nuvem, e μέτρον, medida) é um instrumento para medir partículas suspensas num líquido ou gás, para o que utiliza uma fotocélula colocada num ângulo de 90° relativamente a uma fonte luminosa. A densidade de partículas é função da luz refletida pelas partículas para a fotocélula. A quantidade de luz que reflete uma determinada densidade de partículas depende das propriedades das partículas, tales como a sua forma, cor e refletividade. A calibração do aparelho con amostras padrão permite estabelecer uma correlação de trabalho entre turbidez e sólidos suspensos (que é uma medida mais útil, mas geralmente mais difícil de quantificar).
Aos nefelómetros usados em provas de qualidade de água chama-se habitualmente turbidímetros. No entanto, pode haver diferenças entre os modelos de turbidímetros, dependendo da configuração geométrica da fonte luminosa em relação à fotocélula. Um turbidímetro nefelométrico deteta sempre a luz refletida pelas partículas e não a atenuação devida à turbidez.
A unidade de turbidez para um nefelómetro calibrado designa-se Unidade de Turbidez Nefelométrica, UTN ou NTU.